# Златоличє
Златоличє (словен. Zlatoličje) — поселення в общині Старше, Подравський регіон‎, Словенія.